# 必ずお読み下さい。
『必ずお読み下さい。』（かならずおよみください）は、一條裕子著の漫画作品。マガジンハウスの文芸誌『鳩よ!』に2000年3月から2002年5月まで連載。単行本は2002年10月に刊行。

## 概要
各種製品の取扱説明書に見られる注意書きの数々は、ある種のクリシェ（決り文句）となっている。それらを各話のタイトルに据え、主に製品向けのそれを人に対して適用することにより奇妙な話を繰り広げる。あるいは「裏ぶたを開けないでください。」をはじめとして野菜に適用する「高知の東山さんが作ったナス」シリーズ。取説の文句をテーマに、という構造の枷を自らにはめた中で見事にシュールリアリズムを展開する。その一方で、または同時に、ノスタルジックでオーソドックスな切ない話を描いてゆく。